# Crepidomanes bipunctatum
Espèce
Crepidomanes bipunctatum est une fougère de la famille des Hyménophyllacées.

## Description
Cette espèce a les caractéristiques suivantes :
- le rhizome, rampant et filiforme, est couvert de poils sombres ;
- le pétiole est long de deux à cinq centimètres, hirsute à la base et assez étroitement ailé dans sa partie supérieure ;
- le limbe des frondes, long et large de un à deux centimètres, est divisé deux à trois fois ; il porte une fausse nervure submarginale continue ;
- les sores, de un à quatre par segment, sont axilliaires, avec une indusie légèrement bilabiée et subtriangulaire (ces deux lèvres de l'indusie ont conduit à son classement premier dans le genre Hymenophyllum) et une columelle un peu exserte.

Cette espèce compte 36 paires de chromosomes.

## Distribution et habitat
Cette espèce se trouve en Asie - Cambodge, Chine, Inde, Japon, Laos, Myanmar, Thaïlande, Vietnam -, dans le Pacifique - Philippines, Polynésie (dont Tahiti), Nouvelle-Calédonie, Nouvelle-Zélande - et à Madagascar, Maurice et la Réunion.
Elle est épiphyte, sur des arbres des forêts tropicales humides.

## Historique
Crepidomanes bipunctatum a été découverte deux fois au moins, ces deux principales découverte donnant naissance à une succession de révisions indépendamment les unes des autres.
En 1808, Jean Louis Marie Poiret décrit une première fois cette espèce à partir d'un échantillon découvert à Madagascar par Aristide Aubert du Petit-Thouars et la place dans le genre Trichomanes : Trichomanes bipunctatum (Trichomane à deux points).
Deux ans plus tard, Carl Ludwig Willdenow décrit un exemplaire collecté par Jean-Baptiste Bory de Saint-Vincent à la Réunion sous le nom de Hymenophyllum filicula.
En 1827, Nicaise Augustin Desvaux déplace le basionyme de Jean-Baptiste Bory de Saint-Vincent dans le genre Didymoglossum : Didymoglossum filicula (Bory ex Willd.) Desv..
En 1828, Jean-Baptiste Bory de Saint-Vincent déplace ce même basionyme qu'il avait collecté dans le genre Trichomanes : Trichomanes filicula (Bory ex Willd.) Bory (Trichomane filicule). Il précise que Jules Dumont d'Urville l'a aussi trouvé à Tahiti.
En 1851, Karel Bořivoj Presl crée le genre Taschneria pour cette seule espèce : Taschneria filicula (Bory ex Willd.) C.Presl. Mais en 1843, il avait aussi décrit un autre exemplaire collecté par Hugh Cuming aux Philippines (à Luzon) sous le nom de Didymoglossum undulatum.
En 1861, Roelof Benjamin van den Bosch produit une illustration de Didymoglossum filicula (en iconographie).
En 1873, Eugène Pierre Nicolas Fournier reclasse le basionyme de Jean Louis Marie Poiret dans le genre Didymoglossum : Didymoglossum bipunctatum (Poir.) E.Fourn..
William Jackson Hooker dès 1841, John Gilbert Baker en 1874 et surtout Carl Frederik Albert Christensen en 1906 établissent la synonymie de Trichomanes bipunctatum avec Trichomanes filicula. Mais tant Baker que Christensen ajoutent d'autres synonymes que se révéleront souvent être des espèces séparées.
En 1933, Edwin Bingham Copeland reclasse le basionyme de Bory de Saint-Vincent dans genre Crepidomanes.
En 1974, Conrad Vernon Morton la place dans la section Crepidomanes du sous-genre Trichomanes du genre Trichomanes.
Enfin, en 2006, Atsushi Ebihara et al. confirment ce classement et précisent le sous-genre Crepidomanes et la section Crepidomanes.

## Position taxinomique
Crepidomanes bipunctatum appartient au sous-genre Crepidomanes, section Crepidomanes.
Elle compte les synonymes liés aux révisions de la famille des Hyménophyllacées suivants :
- Didymoglossum bipunctatum (Poir.) E.Fourn.
- Hymenophyllum filicula Bory ex Willd.
- Taschneria filicula (Bory ex Willd.) C.Presl
- Trichomanes bipunctatum (Poir.) Schltdl.
- Trichomanes filicula (Bory ex Willd.) Bory

Quelques autres synonymes sont signalés par Carl Frederik Albert Christensen :
- Didymoglossum undulatum C.Presl
- Trichomanes capillatum Taschner
- Trichomanes dilatatum Kuhn (non G.Forst.)

Elle a aussi une variété :
- Crepidomanes bipunctatum var. venulosum (Rosenst.) Croxall (1975) - synonyme : Trichomanes bipunctatum var. venulosa Rosenst.